# Sérgio Toledo (cineasta)
Sérgio Toledo Segall (São Paulo, 1956) é um cineasta e roteirista brasileiro.

## Biografia
É filho da atriz Beatriz Segall e do diretor teatral Maurício Klabin Segall e neto, por parte de pai, do pintor Lasar Segall e da tradutora Jenny Klabin Segall.

## Filmografia

### Direção
- Braços cruzados, máquinas paradas (1979) .... com Roberto Gervitz [1]
- Vera (1987) [2]
- One Man's War (1991)